# Giorgio Vinella
Giorgio Vinella (Putignano, 22 agosto 1973) è un pilota automobilistico italiano.

## Carriera
La carriera automobilistica di Giorgio Vinella inizia a bordo dei Kart nella categoria 100 Nazionale all'inizio degli anni '90, mentre nel 1993 debutta con le monoposto della Scuola Piloti di Henry Morrogh.
Viene premiato dalla rivista Autosprint come pilota più promettente in gara consentendogli così nel 1994 di correre nella Formula Ford britannica.
Nel 1995 a bordo della Vector 95 vince gare nel Campionato francese e giunge secondo nel Formula Ford Festival a Brands Hatch e si aggiudica il terzo posto nel Campionato europeo.
Nel 1996 e 1997 si trasferisce nella Formula Renault britannica e l'anno dopo approda in Formula 3000 col team Coloni.
Nel 1999 diventa campione italiano di Formula 3000 correndo per il Team Martello. La vittoria in campionato gli consente di testare la Minardi di Formula 1 e a dicembre dello stesso anno sul circuito di Jerez de la Frontera effettuerà un test che gli varrà il posto di collaudatore per l'anno 2000.
Con la Minardi effettua test aerodinamici sul circuito di Vairano e del Mugello. Sempre nell'anno 2000 disputerà una gara di Formula 3000 con il Team Da Vinci ed una gara Grand Am negli Stati Uniti sul Circuito di Elkhart Lake a bordo di una Riley & Scott con motore Chevrolet.
Dopo 8 anni di inattività ritorna alle corse ricominciando dal Campionato Italiano 5 Hundred e aggiudicandosi la gara di Vallelunga.
Nel 2009 ha vinto il Campionato Italiano Turismo Endurance in coppia con Marco Baroncini, guidando una BMW 320i E36 del team Pai Technosport.
Nell'anno 2010 effettua 2 gare in Repubblica Ceca a Brno e Most a bordo di una Porsche 996 GT3, effettua un test con l'Audi R10 LMP1 del Team Kolles per la candidatura ad un posto per la 24 Ore di Le Mans, vince la Classe alla 6 ore di Misano, vince una gara al Mugello del Campionato Italiano Turismo di Serie a bordo della Mini del team Roal di Ravaglia. Alla fine dell'anno 2010 disputa una gara dell'European Sport Prototype con il prototipo Wolf del Team BF Motorsport giungendo terzo al traguardo.
Nell'anno 2011 si aggiudica un altro titolo Turismo Endurance Ibiza Cup in coppia con Marco Baroncini vincendo 4 gare e piazzandosi 8 volte sul podio.
L'anno 2012 è cominciato con il terzo posto di classe alla 12 ore di Abu Dhabi a bordo del prototipo Wolf. Nel medesimo anno ha partecipato insieme a Marco Baroncini ad una gara di Campionato Italiano Turismo con la Seat Ibiza ufficiale del Team Girasole sull'Autodromo di Imola piazzandosi al terzo posto, e a Franciacorta insieme con Emanuele Smurra, hanno ottenuto il secondo posto con una Seat Leon ufficiale.
Per l'anno 2013, il programma era di partecipare al campionato Italiano Prototipi con una Lucchini CN4, ma dopo le difficoltà della prima gara di Franciacorta si è ritirato. A fine anno ha partecipato inoltre ad una gara Endurance con la Seat Ibiza insieme a Marco Baroncini e Paolo Urzì conquistando il terzo posto.
Nel 2014 ha partecipato alla Castrol Cupra Cup, gara endurance di 4 ore organizzata da Seat Motorsport Italia tenutasi sul Circuito del Mugello ed in coppia con Nicola Capriati ha raggiunto il terzo posto.
Nel 2016 ha partecipato insieme a Luca Pirri con il prototipo Wolf Honda CN2 alla prima gara di Campionato European Champions Cup, tenutasi sul Circuito di Imola. Vittoria di gara nell'assoluta e nella propria categoria, poi un infortunio gli ha impedito di continuare la stagione.
Nel 2018 ci sono state alcune opportunità con team diversi per partecipare a gare Endurance a bordo di Ligier LMP3, ha effettuato dei test in Inghilterra, Spagna e italia.
Nel 2021 ha corso una gara con la Ferrari 458 GT Cup con Team SR & R nel Campionato Italiano GT, tenutasi al Mugello e conclusa con la terza posizione nella sua classe. Il suo equipaggio era formato da Jacopo Baratto e Leonardo Becagli.